# Велигерова ларва
Ве́лигерова ларва (на латински: velum – „платно“ и gero – „нося“) или Велигер, представлява пелагическа форма на ларвата при лопатоноги, миди и главоноги. Ларвите представляват част от свободноплуващия планктон.
Характерна особеност в устройството е т.нар. велум – подобие на платна разположени двустранно и покрити с множество реснички. Те улесняват процеса на храненето като улавят и филтрират храната. Велигеровата ларва практически съществува от излюпването на яйцето до процеса на метаморфоза и превръщането и във възрастна форма.
Според начина на хранене се различават две форми:
- Плактотрофи – ларвата се храни от свободноплаващия планктон.
- Лецитотрофи – хранят се за сметка на запаси от хранителни вещества от жълтъка на яйцето. Не се хранят с друга храна.